# Providence Performing Arts Center
El Providence Performing Arts Center (PPAC), anteriormente Loew's State Theatre and Palace Concert Theatre, es un teatro multiusos sin fines de lucro ubicado en 220 Weybosset Street en el Downtown de la ciudad de Providence, la capital del estado de Rhode Island (Estados Unidos). Fue construido en 1928 como un palacio de cine por la cadena Loews Theatres con diseños de Rapp & Rapp, los principales diseñadores de palacios de la música en ese momento. PPAC contiene 3.100 asientos y alberga espectáculos de Broadway, conciertos, obras de teatro y películas.
El teatro se agregó al Registro Nacional de Lugares Históricos en 1977 con el nombre de "Teatro Estatal de Loew".

## Historia
El teatro fue construido en 1928 como The Loew's State y fue diseñado por Rapp y Rapp. George y CW Rapp fueron arquitectos que se hicieron famosos al diseñar palacios de cine en los Estados Unidos.  La primera película que se proyectó en el nuevo teatro fue Excess Baggage, protagonizada por William Haines. Más de 14 000 personas abarrotaron el edificio durante su inauguración; no vinieron a ver la película, sino a ver los opulentos candelabros, las columnas de mármol y las detalladas molduras de las paredes del teatro. 
Entre 1950 y 1972, el teatro funcionó con el nombre de Loew's Theatre y mostraba conciertos en vivo, en lugar de películas. 
Entre 1972 y 1975, el edificio se conoció como el Teatro de Conciertos del Palacio y se utilizó principalmente para conciertos de rock. Solo en 1973-1974, el Palace Concert Theatre acogió a Bee Gees, The Kinks, The Doors, Lou Reed, Jackson Browne, Van Morrison, Fleetwood Mac, Queen y Aerosmith. La banda King Crimson grabó la canción "Providence" durante un concierto de 1974 en el lugar; la canción apareció en su séptimo álbum Red, lanzado más tarde ese año. 
El teatro fue reformado en 1975, pero casi fue demolido en 1977. Según el relato del alcalde Buddy Cianci, el dueño del teatro pidió un permiso para demoler el edificio. Cianci prometió más de 1 millón de dólares en fondos de la ciudad para mantenerlo abierto. El estado de Rhode Island se unió al esfuerzo por rescatar el teatro, al igual que las empresas y fundaciones locales. El lugar reabrió sus puertas en octubre de 1978  A partir de 1978 bajo el nombre de Ocean State Theatre, nombre que mantuvo hasta 1982. 
A partir de 1999, el teatro fue ampliamente remodelado y restaurado en gran parte a su opulencia original de 1928. También se amplió para poder albergar producciones itinerantes de Broadway y actuaciones de orquesta. En 1996, PPAC se convirtió en el ancla del Distrito de Artes y Entretenimiento de Cianci, que ofrecía exenciones fiscales para atraer artistas a Downtown Providence.

## Galería

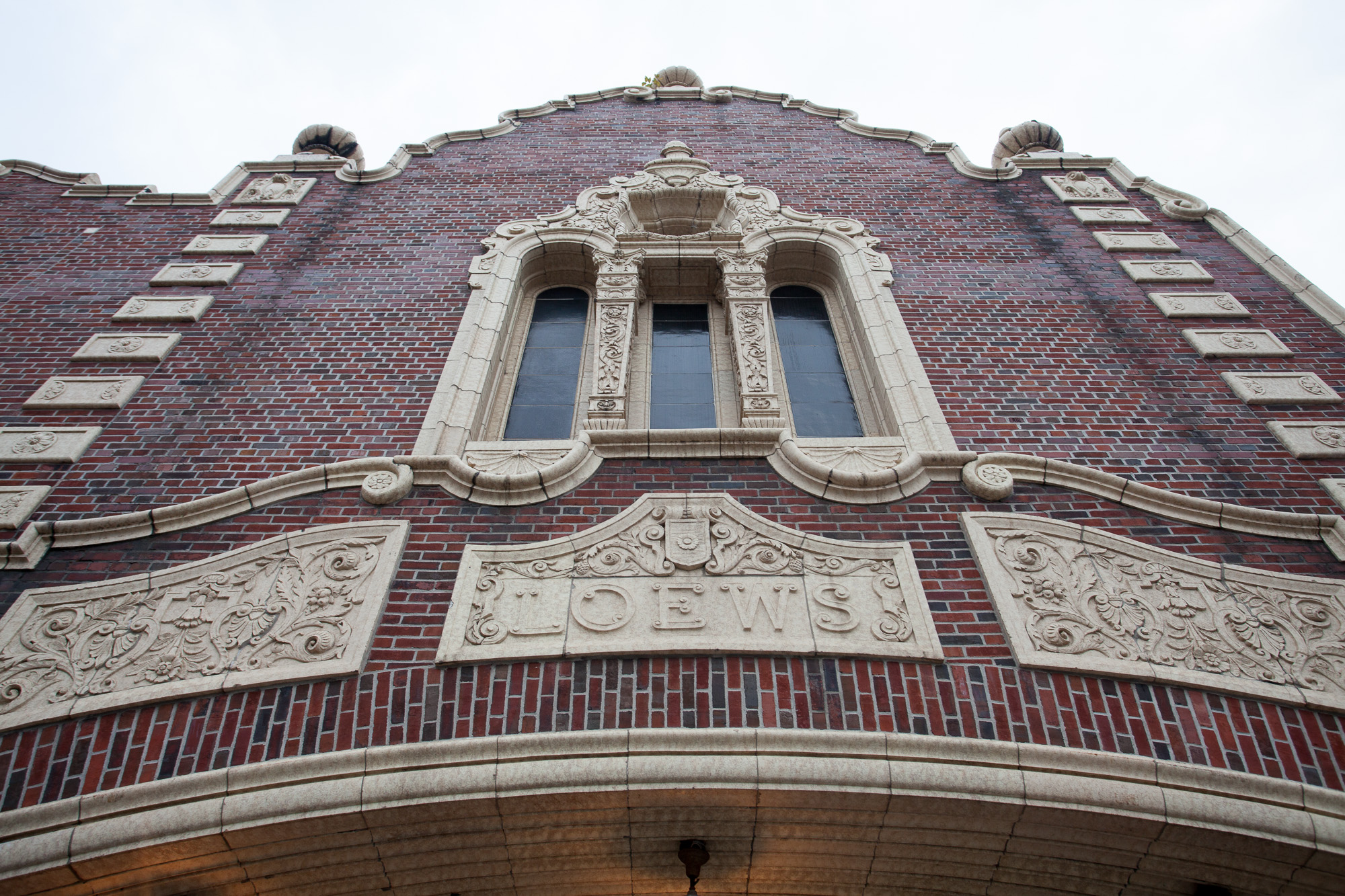
El nombre del viejo Loew
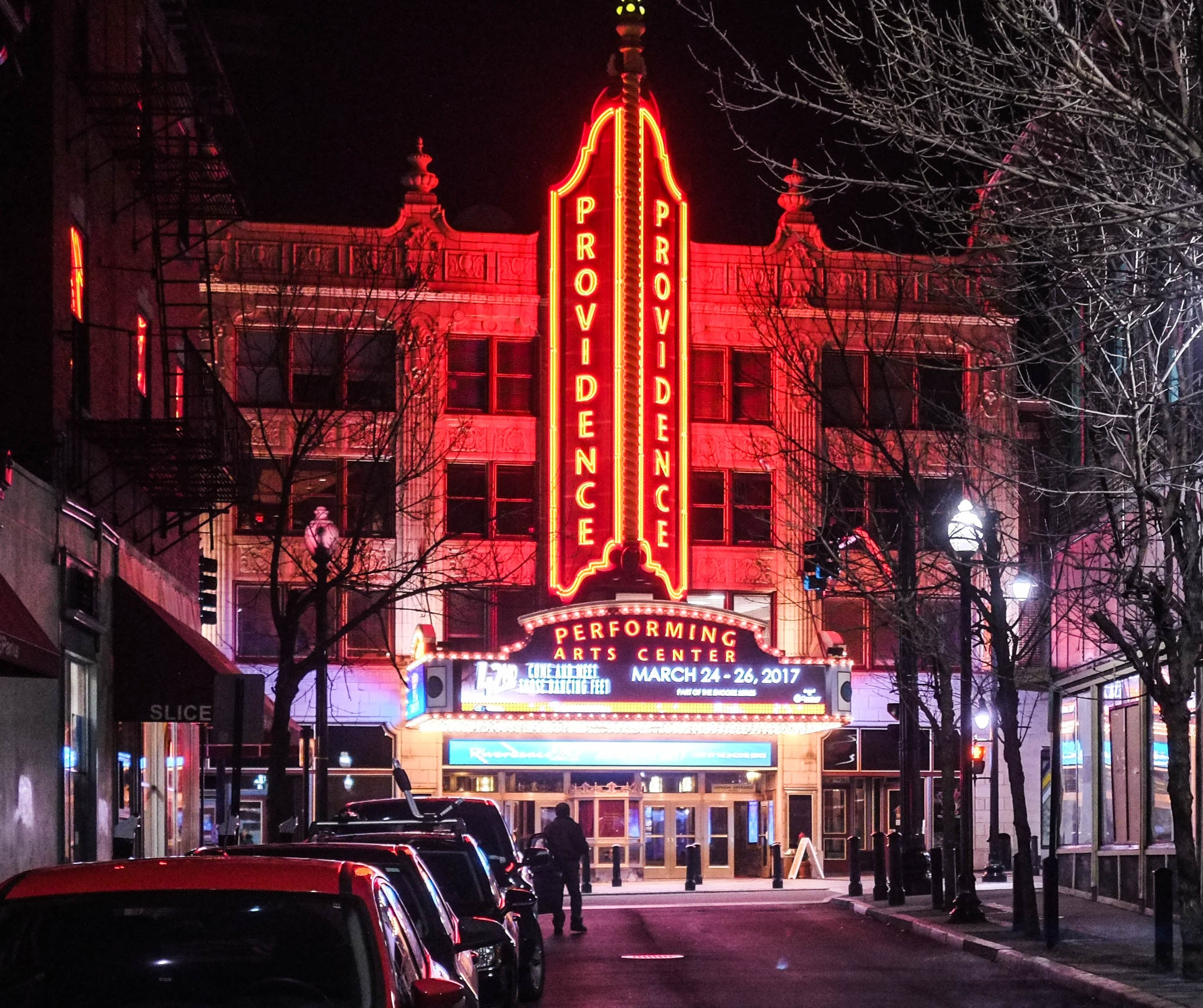
La marquesina de noche en 2017
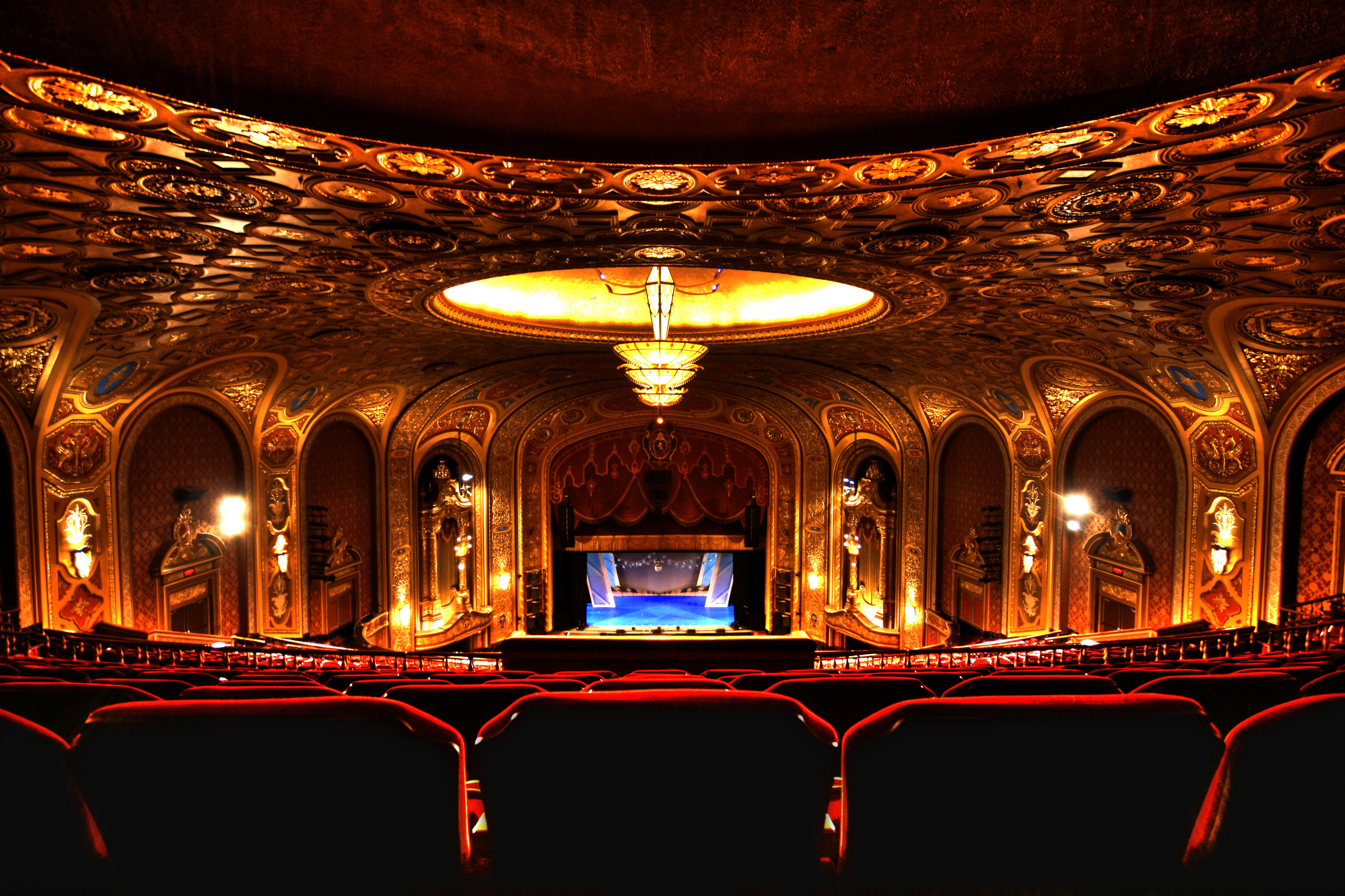
El interior